# Mengener Tunnel
Der Mengener Tunnel ist ein im Zuge der Neu- und Ausbaustrecke Karlsruhe–Basel geplanter Eisenbahntunnel für den Güterverkehr. Die 2,2 Kilometer lange Röhre soll westlich des Ortsteils Mengen der Gemeinde Schallstadt entstehen und trägt daher dessen Namen. Sie soll zwei Gleise aufnehmen und mit 160 km/h befahren werden können.
Ende Juli 2019 wurde das Planfeststellungsverfahren eingeleitet und soll voraussichtlich Mitte 2025 abgeschlossen werden. Für den entsprechenden Planfeststellungsabschnitt 8.2 soll Mitte 2027 der Baubeginn und im Jahr 2031 die Inbetriebnahme erfolgen. (Stand Juli 2024)

## Verlauf
Die Röhre soll den Alemannenbuck, eine Erhebung westlich von Mengen, unterqueren. Sie ist Teil der im Zuge der Neu- und Ausbaustrecke entstehenden zweigleisigen Güterzugumfahrung der Freiburger Bucht (Strecke 4280, km 209 und 210), die mit der Bundesautobahn 5 gebündelt verläuft. Die Trasse beschreibt, östlich parallel zur Autobahn, eine Linkskurve. Das Nordportal liegt östlich von Tiengen, südlich der Autobahn-Anschlussstelle Freiburg Süd; das Südportal unmittelbar südlich der Unterfahrung der Kreisstraßen 4980/9862, westlich von Mengen.
Der Tunnel ist notwendig, da die Gradiente der Bahnstrecke in diesem Bereich der Autobahn nicht folgen kann. Sie wurde dabei in einer Weise gewählt, mit der die Länge des Tunnels unter 2.000 Meter reduziert und damit auf einen zusätzlichen Notausgang verzichtet werden kann.
Der flach unter dem Gelände liegende Tunnel soll überwiegend Löss durchörtern. Die geplante Überdeckung liegt zwischen 2,5 und 13 Metern und liegt in weiten Teilen unter 5 Metern.
Es sind mehrere Notausstiege vorgesehen, um einen maximalen Fluchtweg von 500 m zu ermöglichen. An beiden Portalen sowie an den Notausstiegen sind Rettungsplätze vorgesehen.

## Geschichte
Um 1990 wurden für die Führung der Neu- und Ausbaustrecke im Raum Freiburg fünf Varianten mit zusätzlichen Untervarianten erwogen. Der Tunnel geht aus der im Zuge der Vorplanung im Streckenabschnitt Offenburg–Basel entwickelten Umfahrung Freiburgs für Güterzüge sowie nicht in Freiburg Hauptbahnhof haltende Sonderzüge des Personenverkehrs hervor. Das Raumordnungsverfahren für zwei im Rahmen der Planung entwickelte Trassenvarianten zwischen Kenzingen und Schliengen wurde Ende August 1993 beim Regierungspräsidium Freiburg beantragt. Der Tunnel war dabei Bestandteil der so genannten Vorschlagstrasse I.
Der Tunnel liegt im Planfeststellungsabschnitt 8.2 der Strecke und soll in offener Bauweise errichtet werden.